# Adolf Feuerhake
Adolf Feuerhake (* 22. Dezember 1903 in Altenhagen I, Kreis Springe; † 24. Januar 1986 in Düsseldorf) war ein deutscher Landwirt und Ministerialbeamter.

## Leben
Nach dem Abitur am nachmaligen Schiller-Gymnasium Hameln machte Feuerhake eine Lehre in der Landwirtschaft. Als nachgeborener Sohn konnte er den väterlichen Erbhof nicht übernehmen. Ab 1926 studierte er an der Friedrichs-Universität Halle Agrarwissenschaften.
1926 wurde er im Corps Borussia Halle recipiert. Seine beiden Seniorate ließen Borussias Ansehen im Hallenser Senioren-Convent merklich wachsen. Er kehrte nach dem Diplom in die Praxis zurück und bewirtschaftete das Gut seiner Schwiegereltern. Die weiten Moorflächen machte er zu Ackerland. Beim Aufbau der Wehrmacht übernahm er im Luftgau Münster die Schaffung und Bewirtschaftung von Flugplätzen. Dabei fiel er dem späteren Landwirtschaftsminister Heinrich Lübke auf. In der Nachkriegszeit in Deutschland war er zunächst Verbindungsmann zur Verwaltung der Bizone in Frankfurt am Main. Lübke holte ihn als persönlichen Referenten in sein Ministerium für Ernährung, Landwirtschaft und Forsten Nordrhein-Westfalen. Als Ministerialrat und Ministerialdirigent hatte er maßgeblichen Einfluss auf die Entwicklung der Landwirtschaft im neuen Land Nordrhein-Westfalen. Besonders wichtig war ihm der gezielte Einsatz von Förderungsmitteln aus dem Marshallplan und dem Grünen Plan. Geehrt wurde er mit dem Großen Bundesverdienstkreuz (1969).